# Atlas chmur (powieść)
Atlas chmur (tyt. oryg. Cloud Atlas) – powieść z 2004 roku, trzecia książka brytyjskiego pisarza Davida Mitchella. Składa się ona z sześciu zagnieżdżonych historii, które ukazują świat od XIX wieku, aż po postapokaliptyczną przyszłość. Zdobyła nominacje m.in. do Nebuli i Nagrody Bookera.
Ekranizacja o tej samej nazwie miała premierę w 2012 roku.